# Act-Age
Act-age (アクタージュ act-age, Akutāju), également stylisé act-age, est une série de shōnen manga écrite par Tatsuya Matsuki et dessinée par Shiro Usazaki. L'histoire suit le parcours de Kei Yonagi, une jeune lycéenne orpheline et élevant seule ses deux frères et sœurs, qui tente de devenir une véritable actrice. Le manga est prépubliée dans le magazine Weekly Shōnen Jump de Shūeisha du 22 janvier 2018 au 11 août 2020.
Alors que la série connaît un grand succès et qu'une adaptation théâtrale est initialement prévue pour 2022, le scénariste Tatsuya Matsuki est arrêté pour deux agressions sexuelles sur mineures, ce qui mène Shūeisha et la dessinatrice Shiro Usazaki à interrompre définitivement la série le 10 août 2020, la saga et l'arc en cours restant sans conclusion. Le 17 août 2020, la maison d'édition confirme l'arrêt de la commercialisation de la série,.
Une version française est éditée par Ki-oon dont la publication a débuté avec les deux premiers volumes en juin 2020, ; celle-ci est aussi interrompue à la suite de l'affaire,.

## Intrigue
Kei Yonagi est une lycéenne qui s'efforce de devenir une actrice. Elle vit avec ses deux jeunes frères et sœurs après le départ de leur père et le décès de leur mère. Kei a un grand talent pour « la Méthode », à tel point qu'elle perd le fil de la réalité en jouant un rôle. Lors d'une audition, certains supposent que cela pourrait être autodestructeur en jouant avec cette intensité, et citent cela comme une raison pour ne pas l'accepter. Cependant, Kei attire l'attention du célèbre réalisateur dirigeant le Studio Daikokuten (スタジオ大黒天), Sumiji Kuroyama, qui se propose de la recruter dans l'intention de faire sortir tout son potentiel.

## Personnages
Kei Yonagi (夜凪 景, Yonagi Kei)
Une lycéenne qui élève seule son petit frères et sa sœur, Rui et Rei, après le départ de leur père et le décès de leur mère. Elle a un talent inné pour le jeu d'acteur, dans lequel elle utilise des souvenirs de son propre passé pour entrer pleinement dans le rôle. Cependant, son approche est extrêmement immersive, au point de se perdre dans le rôle et d'être incapable de distinguer la fiction de la réalité.
Sumiji Kuroyama (黒山 墨字, Kuroyama Sumiji)
Il est directeur et fondateur du Studio Daikokuten. Il est aussi un célèbre réalisateur à l'étranger pour ses récompenses dans divers festivals de cinéma, dont Cannes, Berlin et Venise, mais il n'a pas la même notoriété au Japon.
Yuki Hīragi (柊 雪, Hīragi Yuki)
Elle est assistante réalisatrice et cinéaste au Studio Daikokuten, qui travaille avec Kuroyama. Elle est également responsable de la production et des talents pour le studio.
Arisa Hoshi (星 アリサ, Hoshi Arisa)
Ancienne actrice, elle est la fondatrice et la PDG de l'agence « Stars » (スターズ, Sutāzu).
Akira Hoshi (星 アキラ, Hoshi Akira)
Il est un acteur de l'agence Stars et le fils d'Arisa Hoshi.
Chiyoko Momoshiro (百城 千世子, Momoshiro Chiyoko)
Surnommée « l'Ange » (天使, Tenshi), elle est une jeune et célèbre actrice de l'agence Stars.

## Manga

### Lancement et publication
Le scénariste Tatsuya Matsuki avait présenté un prototype de la série pour le 2e Sutokin Pro (ja) (ストキンPro) en octobre 2016 dont il a remporté le second prix ; il collabore ensuite avec la dessinatrice Shiro Usazaki pour publier, en février 2017, un one shot intitulé Asagaya geijutsu kōkō eizō-ka e yōkoso (阿佐ヶ谷芸術高校映像科へようこそ),.
Annoncé dans les précédents numéros,, act-age (アクタージュ act-age) est lancé dans le 8e numéro de 2018 du magazine de prépublication de shōnen manga, le Weekly Shōnen Jump, paru le 22 janvier 2018.
Les chapitres sont rassemblés et édités dans le format tankōbon par Shūeisha avec le premier volume publié en mai 2018 ; la série compte douze volumes reliés en juillet 2020.

### Arrêt du manga à la suite de l'arrestation du scénariste
Le 8 août 2020, la presse relaye l'arrestation de Tatsuya Matsuki suspecté d'avoir touché de manière inappropriée deux collégiennes en juin de la même année, faits qu'il a reconnu après son interpellation,. La maison d'édition Shūeisha présente ses excuses le même jour, tout en indiquant prendre l'affaire au sérieux et réfléchir sur les mesures à prendre ; le 10 août, à la suite de discussions avec la dessinatrice Shiro Usazaki, le magazine juge « impossible de continuer la publication » de la série et interrompt sa publication au chapitre 123, qui est publié dans les 36e et 37e numéros combinés de 2020 du magazine, sorti le 11 août 2020,,. La branche éditoriale précise offrir son soutien à Usazaki et exprime sa volonté de l'accompagner pour ses futures œuvres.
Le 17 août 2020, Shūeisha a annoncé la suspension indéfinie de la commercialisation autour de la franchise,. Elle a averti que les 12 volumes existants ne seront plus réimprimés ni vendus numériquement sur les services de Shūeisha et progressivement sur les autres services numériques, confirmant au passage l'annulation de la publication du 13e volume,. Les produits dérivés et autres événements liés à act-age sont également annulés,.

### Publication à l'étranger
En octobre 2019, la maison d'édition Ki-oon a annoncé l'obtention de la série en français, ; initialement prévus pour avril 2020, les deux premiers volumes sont sortis en juin 2020. Le 10 août 2020, avec l'annonce de l'arrêt définitif de la série suivant l'arrestation de Matsuki, l'éditeur français a indiqué sur son site et ses réseaux sociaux être en discussion avec Shūeisha sur l'avenir de la version française ; un communiqué est finalement publié le 19 août 2020 dans lequel Ki-oon révèle sa décision, qui s'aligne sur celle prise par Shūeisha, et présente « la suspension immédiate de la parution française » à laquelle le 3e tome, initialement prévu pour le 27 août, ainsi que les tomes suivants ne seront pas publiés en français,.
En Amérique du Nord, la maison d'édition VIZ Media a publié les trois premiers chapitres comme un aperçu de la série dans son webzine le Weekly Shonen Jump dans le cadre du programme « Jump Start ». En décembre 2018, la version anglaise est reprise pour être publier simultanément après une restructuration du Shonen Jump anglais. Shūeisha a aussi publié simultanément la série en anglais sur l'application et le site web Manga Plus à partir de janvier 2019 ; néanmoins avec l'arrestation de Matsuki en août 2020, VIZ Media et Manga Plus ont décidé de ne pas publier le dernier chapitre de la série sur leur plateforme,. VIZ Media a également publié la version physique du premier volume en juillet 2020 mais l'éditeur a retiré les autres volumes compilés à la suite de l'arrestation de Matsuki.
Editorial Ivrea (es) édite une version espagnole de la série depuis octobre 2019. Une version italienne est publiée par Edizioni BD avec le premier volume sorti en mars 2020 ; la publication est arrêtée à partir du 3e volume après une décision prise en août 2020 avec la Shūeisha. Tong Li Publishing publie la série en chinois traditionnel depuis mars 2019. En Chine, la série est publiée numériquement par bilibili. La version coréenne est éditée par Seoul Media Group. Siam Inter Comics publie une version thaï de la série. L'éditeur M&C! (id) a publié une version indonésienne avec le premier tome en août 2020 avant d'annoncer l'arrêt de sa publication à la suite de l'arrestation du scénariste.

### Liste des volumes
| no | Japonais         | Japonais          | Français       | Français          |
| no | Date de sortie   | ISBN              | Date de sortie | ISBN              |
| --- | ---------------- | ----------------- | -------------- | ----------------- |
| 1 | 2 mai 2018       | 978-4-08-881483-4 | 4 juin 2020    | 979-10-327-0614-5 |
| Au Japon, le volume est intitulé Yonagi Kei (夜凪景).Liste des chapitres : - Chapitre 1 : 夜凪景 (Yonagi Kei) - Chapitre 2 : 初仕事 (Hatsu-Shigoto) - Chapitre 3 : ステージ2 (Sutēji Tsū) - Chapitre 4 : 町人A (Chōnin Ē) - Chapitre 5 : 知らない私 (Shiranai no Tenshi) - Chapitre 6 : “スターズの天使” ("Sutāzu no Tenshi") - Chapitre 7 : オーディション (Ōdishon) |                  |                   |                |                   |
| 2 | 4 juillet 2018   | 978-4-08-881509-1 | 4 juin 2020    | 979-10-327-0613-8 |
| Au Japon, le volume est intitulé Chiyoko no Kamen (千世子の仮面).Liste des chapitres : - Chapitre 8 : オーディション② (Ōdishon Tsū) - Chapitre 9 : オーディション③ (Ōdishon Surī) - Chapitre 10 : 顔合わせ (Kaoawase) - Chapitre 11 : 顔合わせ② (Kaoawase Ni) - Chapitre 12 : クランクイン (Kurakuin) - Chapitre 13 : 夜凪の俯瞰 (Yonagi no Fukan) - Chapitre 14 : 異変 (Ihen) - Chapitre 15 : 千世子の仮面 (Chiyoko no Kamen) - Chapitre 16 : 友達 (Tomodachi) |                  |                   |                |                   |
| 3 | 3 août 2018      | 978-4-08-881583-1 | Annulée        |                   |
| Au Japon, le volume est intitulé Arigatō (ありがとう).Liste des chapitres : - Chapitre 17 : 初共演 (Hatsu-Kyōen) - Chapitre 18 : 枕投げ (Makuranage) - Chapitre 19 : 嵐 (Arashi) - Chapitre 20 : カレンとケイコ (Karen to Keiko) - Chapitre 21 : 横顔 (Yokogao) - Chapitre 22 : ありがとう (Arigatō) - Chapitre 23 : 花火 (Hanabi) - Chapitre 24 : 遭遇 (Sōgū) - Chapitre 25 : 明神阿良也 (Myōjin Araya) |                  |                   |                |                   |
| 4 | 2 novembre 2018  | 978-4-08-881657-9 | Annulée        |                   |
| Au Japon, le volume est intitulé Araya no Yakuzukuri (阿良也の役作り).Liste des chapitres : - Chapitre 26 : 覚悟 (Kakugo) - Chapitre 27 : 課題 (Kadai) - Chapitre 28 : 新メンバー (Shin-Menbā) - Chapitre 29 : 人形劇 (Ningyōgeki) - Chapitre 30 : 読み合わせ (Yomiawase) - Chapitre 31 : 阿良也の役作り (Araya no Yakuzukuri) - Chapitre 32 : 私のカムパネルラ (Watashi no Kamupanerura) - Chapitre 33 : 夜景 (Yakei) - Chapitre 34 : 演技指導 (Engi-Shindō) |                  |                   |                |                   |
| 5 | 4 février 2019   | 978-4-08-881694-4 | Annulée        |                   |
| Au Japon, le volume est intitulé Hoshi Akira (星アキラ).Liste des chapitres : - Chapitre 35 : 秘密 (Himitsu) - Chapitre 36 : 巌裕次郎 (Iwao Yūjirō) - Chapitre 37 : 混乱 (Konran) - Chapitre 38 : 開演 (Kaien) - Chapitre 39 : 綻び (Hokorobi) - Chapitre 40 : 銀河鉄道 (Ginga Tetsudō) - Chapitre 41 : 新星 (Shinsei) - Chapitre 42 : 星アキラ (Hoshi Akira) - Chapitre 43 : 正しい芝居 (Tadashī Shibai) |                  |                   |                |                   |
| 6 | 2 mai 2019       | 978-4-08-881795-8 | Annulée        |                   |
| Au Japon, le volume est intitulé Kāten Kōru (カーテンコール).Liste des chapitres : - Chapitre 44 : 僕の言葉で (Boku no Kotoba de) - Chapitre 45 : 幕間 (Makuai) - Chapitre 46 : 回想 (Kaisō) - Chapitre 47 : 阿良也の芝居 (Araya no Shibai) - Chapitre 48 : 別れ (Wakare) - Chapitre 49 : 阿良也と巌 (Araya to Iwao) - Chapitre 50 : 阿良也と巌② (Araya to Iwao Ni) - Chapitre 51 : 立ち方 (Tachikata) - Chapitre 52 : カーテンコール (Kātēn Kōru) |                  |                   |                |                   |
| 7 | 4 juillet 2019   | 978-4-08-881878-8 | Annulée        |                   |
| Au Japon, le volume est intitulé Sōyū Futsū (そういう普通).Liste des chapitres : - Chapitre 53 : 告別式 (Kokubetsu-shiki) - Chapitre 54 : 悲劇のヒロイン (Higeki no Hiroin) - Chapitre 55 : フツー (Futsū) - Chapitre 56 : 隣の席の君 (Tonari no Seki no Kimi) - Chapitre 57 : 見学者 (Kengakusha) - Chapitre 58 : 芸能人 (Geinōjin) - Chapitre 59 : 四月の君 (Shigatsu no Kimi) - Chapitre 60 : 杉北祭当日 (Sugikita-sai Tōjitsu) - Chapitre 61 : そういう普通 (Sōyū Futsū) |                  |                   |                |                   |
| 8 | 4 septembre 2019 | 978-4-08-882051-4 | Annulée        |                   |
| Au Japon, le volume est intitulé Kaikō (邂逅).Liste des chapitres : - Chapitre 62 : 新宿 (Shinjuku) - Chapitre 63 : 良い話 (Ī Hanashi) - Chapitre 64 : 宣戦布告 (Sensen Fukoku) - Chapitre 65 : 邂逅 (Kaikō) - Chapitre 66 : アリサの条件 (Arisa no Jōken) - Chapitre 67 : 極上の肉 (Gokujō no Niku) - Chapitre 68 : 変身 (Henshin) - Chapitre 69 : 3日間 (Mikka-kan) - Chapitre 70 : 外側 (Sotogawa) |                  |                   |                |                   |
| 9 | 4 décembre 2019  | 978-4-08-882103-0 | Annulée        |                   |
| Au Japon, le volume est intitulé Hanako no E (花子の絵).Liste des chapitres : - Chapitre 71 : 2日目 (Futsuka-me) - Chapitre 72 : 努力 (Doryoku) - Chapitre 73 : オーラ (Ōra) - Chapitre 74 : 助演 (Joen) - Chapitre 75 : 花子の絵 (Hanako no E) - Chapitre 76 : 勝機 (Shōki) - Chapitre 77 : 殺陣 (Tate) - Chapitre 78 : 夜凪の怒り (Yonagi no Ikari) - Chapitre 79 : 記者会見 (Kisha-Kaiken) |                  |                   |                |                   |
| 10 | 4 février 2020   | 978-4-08-882205-1 | Annulée        |                   |
| Au Japon, le volume est intitulé Kaisen (開戦).Liste des chapitres : - Chapitre 80 : 残り14日 (Nokori Jūyokka) - Chapitre 81 : サイド甲 (Saido kō) - Chapitre 82 : 告白 (Kokuhaku) - Chapitre 83 : 大切なのは (Taisetsuna no wa) - Chapitre 84 : ヒーロー (Hīrō) - Chapitre 85 : 開戦 (Kaisen) - Chapitre 86 : 必死 (Hisshi) - Chapitre 87 : 消費期限 (Shōhi-Kigen) - Chapitre 88 : 俺の定義 (Ore no Teigi) |                  |                   |                |                   |
| 11 | 13 mai 2020      | 978-4-08-882284-6 | Annulée        |                   |
| Au Japon, le volume est intitulé Kaze (風).Liste des chapitres : - Chapitre 89 : 海の中 (Umi no Naka) - Chapitre 90 : 鏡 (Kagami) - Chapitre 91 : 夜凪のために (Yonagi no Tame ni) - Chapitre 92 : 我武者羅 (Gamushara) - Chapitre 93 : 大きな流れ (Ōkina Nagare) - Chapitre 94 : 炎 (Honō) - Chapitre 95 : アイデンティティ (Aidentiti) - Chapitre 96 : 限界 (Genkai) - Chapitre 97 : 届け (Todoke) - Chapitre 98 : 風 (Kaze) |                  |                   |                |                   |
| 12 | 3 juillet 2020   | 978-4-08-882351-5 | Annulée        |                   |
| Au Japon, le volume est intitulé Roadshow (ロードショー, Rōdoshō).Liste des chapitres : - Chapitre 99 : 勝者 (Shōsha) - Chapitre 100 : ロードショー (Rōdo Shō) - Chapitre 101 : GO (Gō) - Chapitre 102 : 狙い (Nerai) - Chapitre 103 : 武器 (Buki) - Chapitre 104 : 起爆剤 (Kibaku-zai) - Chapitre 105 : サイド乙 (Saido Otsu) - Chapitre 106 : 勝負 (Shōbu) - Chapitre 107 : 打ち上げ (Uchiage) |                  |                   |                |                   |
| — |                  |                   |                |                   |
| Liste des chapitres : - Chapitre 108 : スター (Sutā) - Chapitre 109 : テレビ CM (Terebi Shīemu) - Chapitre 110 : 宣伝 (Senden) - Chapitre 111 : 本物 (Honmono) - Chapitre 112 : 有名人 (Yūmeijin) - Chapitre 113 : 役者冥利 (Yakusha-Myōri) - Chapitre 114 : 役者冥利② (Yakusha-Myōri Ni) - Chapitre 115 : 必勝 (Hisshō) - Chapitre 116 : もっと (Motto) - Chapitre 117 : 奪う (Ubau) - Chapitre 118 : 鬼の巣 (Oni no Su) - Chapitre 119 : 女優たち (Joyū-tachi) - Chapitre 120 : 共同生活 (Kyōdō-Seikatsu) - Chapitre 121 : また一歩 (Mata Ippo) - Chapitre 122 : 挨拶 (Aisatsu) - Chapitre 123 : 毒 (Doku) |                  |                   |                |                   |

## Adaptation théâtrale
Une adaptation de la série en une pièce de théâtre a été dévoilée dans le 26e numéro du Shōnen Jump, sorti le 1er juin 2020. Celle-ci devait être une adaptation de l'arc Ginga tetsudō no yoru (銀河鉄道の夜) où la série suit une troupe de théâtre qui se prépare à jouer une mise en scène de la nouvelle du même nom de Kenji Miyazawa et l'héroïne Kei Yonagi qui continue d'améliorer son jeu d'actrice. Le metteur en scène Shū Matsui (ja) s'occupait également du scénario de « act-age: Ginga tetsudō no yoru » (アクタージュ act-age 〜銀河鉄道の夜〜) dont les premières représentations étaient initialement prévues pour 2022. Le personnel de la pièce, de chez HoriPro, devait tenir une « audition à distance » au Japon pour le rôle de Kei Yonagi.
Toutefois, avec l'arrestation du scénariste Tatsuya Matsuki conduisant à la fin prématurée du manga, la société de production Hori Pro, après consultation des personnes impliquées dans le projet, décide d'annuler les auditions et la pièce de théâtre le 11 août 2020,.

## Accueil
En août 2018, la série est classée 5e dans la « catégorie Comics » d'après les votes pour la quatrième édition des Next Manga Awards, organisés par le magazine Da Vinci de Media Factory et le site web Niconico.
Elle est également classée 3e dans une liste de recommandations des librairies japonaises selon le sondage du Zenkoku Shotenin ga Eranda Osusume Comic 2019 (ja) (全国書店員が選んだおすすめコミック2019, litt. « Bandes dessinées recommandées par les librairies nationales de 2019 »), mené par la libraire en ligne Honya Club et publié en février 2019,. 
En mars 2019, la série est nommée dans la catégorie du meilleur manga shōnen au 43e Prix du manga Kōdansha,.
En décembre 2019, le magazine Brutus (ja) a inscrit act-age sur sa liste des « Mangas les plus dangereux », qui comprenait des œuvres sur les thèmes les plus « stimulants » et qui invitent à réfléchir.
Le tirage total de la série a dépassé les 3 millions d'exemplaires en juin 2020.

### Sources
1. 1 2  (en) Crystalyn Hodgkin, « Weekly Shonen Jump Magazine to Launch 2 New Manga in January : 3 rookie manga creators previously published 1-shots in Shonen Jump », sur Anime News Network, 3 décembre 2017 (consulté le 12 juin 2019)
2. 1 2  (ja) « 天才的な演技力の少女が女優の道に、ジャンプ連載の役者物語「アクタージュ」 », sur natalie.mu,‎ 2 mai 2018 (consulté le 12 juin 2019)
3. 1 2  (ja) « 天才的な演技力を持つ少女が女優への道を歩む、ジャンプ新連載「アクタージュ」 », sur natalie.mu,‎ 22 janvier 2018 (consulté le 12 juin 2019)
4. 1 2 3  (en) Crystalyn Hodgkins, « Updated with official English statement - Shueisha Cancels Publication of act-age Manga : Chapter in Tuesday's issue of Weekly Shonen Jump will be final chapter », sur Anime News Network, 10 août 2020 (consulté le 10 août 2020)
5. 1 2  (en) Egan Loo, « act-age Stage Play Canceled After Manga Writer Tatsuya Matsuki's Arrest : Auditions for heroine Kei Yonagi also canceled », sur Anime News Network, 11 août 2020 (consulté le 11 août 2020)
6. 1 2  (en) Crystalyn Hodgkins, « NHK: act-age Story Writer Tatsuya Matsuki Arrested on Suspicion of Committing Indecent Act with Minor (Update 2) : Middle school student alleges Matsuki touched her inappropriately while walking in Nakano ward of Tokyo », sur Anime News Network, 8 août 2020 (consulté le 10 août 2020)
7. 1 2 3  (ja) « 「アクタージュ」明日発売の週刊少年ジャンプ掲載分で連載終了 », sur natalie.mu,‎ 10 août 2020 (consulté le 10 août 2020)
8. 1 2 3 4  (en) Egan Loo, « act-age Manga Volume Sales Indefinitely Suspended After Writer's Arrest : Some tie-in publications, goods also canceled », sur Anime News Network, 17 août 2020 (consulté le 17 août 2020)
9. 1 2 3 4  (ja) « 「アクタージュ act-age」既刊が無期限の出荷・配信停止に、新刊は発売中止 », sur natalie.mu,‎ 17 août 2020 (consulté le 17 août 2020)
10. 1 2  « Act-age : l’univers sans pitié des acteurs se dévoilera chez Ki-oon », sur manga-news.com, 11 octobre 2019 (consulté le 11 octobre 2019)
11. 1 2  « Aperçu du manga Act-age chez Ki-oon », sur manga-news.com, 22 mai 2020 (consulté le 27 mai 2020)
12. 1 2  Erwan Lafleuriel, « Act-Age : Ki-oon met fin à la série en France avec un communiqué touchant : Coup dur pour tout le monde. », sur IGN France, 19 août 2020 (consulté le 19 août 2020)
13. 1 2  Jérôme Lachasse, « Le manga "Act-Age" décommercialisé après l'arrestation de son co-créateur pour agressions sexuelles », sur BFM TV, 19 août 2020 (consulté le 19 août 2020)
14. ↑  (ja) « 「初回から引き込まれた」ジャンプ新連載『アクタージュ』がスタート！ », sur ddnavi.com, Kadokawa Corporation,‎ 25 janvier 2018 (consulté le 12 juin 2019)
15. ↑  (ja) « 「『アクタージュ　ａｃｔ－ａｇｅ』が、人生で２回目に描いたマンガなんです」漫画家・宇佐崎しろ×原作・マツキタツヤ×担当編集の「裏話座談会」！ », sur Weekly Playboy, Shūeisha,‎ 9 février 2019 (consulté le 12 juin 2019)
16. ↑  (ja) « ジャンプ50周年で久保帯人、うすた京介ら読切執筆！次号に西尾維新×河下水希 », sur natalie.mu,‎ 4 décembre 2018 (consulté le 12 juin 2019)
17. ↑  (ja) « 【7月3日付】本日発売の単行本リスト », sur natalie.mu,‎ 3 juillet 2020 (consulté le 3 juillet 2020)
18. ↑  (ja) « アクタージュの原作者を逮捕 女子中学生にわいせつ容疑 », sur news.livedoor.com,‎ 8 août 2020 (consulté le 10 août 2020)
19. ↑  (ja) « 週刊少年ジャンプ編集部「アクタージュ」原作者の逮捕報道を謝罪 », sur news.livedoor.com,‎ 8 août 2020 (consulté le 10 août 2020)
20. 1 2  Erwan Lafleuriel, « Act-Age : l'auteur arrêté, Shonen Jump met fin au manga », sur fr.ign.com (consulté le 10 août 2020)
21. ↑  « Act-age : l’univers sans pitié des acteurs ! », sur Ki-oon, 11 octobre 2019 (consulté le 11 octobre 2019)
22. ↑  (en) Karen Ressler, « Viz's Shonen Jump Confirms ACT-AGE Preview », sur Anime News Network, 15 janvier 2018 (consulté le 12 juin 2019)
23. ↑  (en) Karen Ressler, « Viz's Shonen Jump Adds Haikyu!!, Demon Slayer, More to Simulpublishing Lineup : Chainsaw Man, ne0;lation, Gokutei Higuma, act-age, Jujutsu Kaisen!! also get simultaneous publication », sur Anime News Network, 10 décembre 2018 (consulté le 2 juillet 2018)
24. ↑  (en) Rafael Antonio Pineda, « Shueisha Launches Free Global MANGA Plus Service : Over 30 simultaneously released titles plus 13 completed series in English, with Spanish launch planned », sur Anime News Network, 27 janvier 2019 (consulté le 27 janvier 2019)
25. 1 2  (en) Rafael Antonio Pineda, « Viz Media Cancels Publication of act-age Manga's Last Chapter : Also: further volumes, backfill chapter translations delisted », sur Anime News Network, 12 août 2020 (consulté le 12 août 2020)
26. ↑  (en) Rafael Antonio Pineda, « Viz Licenses New Bleach, Naruto, One Piece Novels (Update) : Also announce print versions for act-age, RWBY, Samurai 8, SPY x FAMILY », sur Anime News Network, 4 octobre 2019 (consulté le 27 mai 2020)
27. ↑  (es) Ruisu, « Lanzamientos Ivrea jueves 31 octubre », sur Ramen Para Dos, 27 octobre 2019 (consulté le 10 août 2020)
28. ↑  (it) Associazione NewType Media, « Act-Age 1 », sur AnimeClick.it (consulté le 10 août 2020)
29. ↑  (it) Simone Bonanzinga, « Act Age: interrotta la pubblicazione del manga in Italia, ecco il comunicato di J-POP », sur Everyeye Anime, 11 août 2020 (consulté le 19 août 2020)
30. ↑  (zh-Hant) « act-age 新世代演員 », sur Tong Li Publishing (consulté le 10 août 2020)
31. ↑  (zh-Hans) « 演员夜凪景 act-age », sur manga.bilibili.com (consulté le 10 août 2020)
32. ↑  (ko) « 액터주 », sur mcomics.co.kr (consulté le 10 août 2020)
33. ↑  (th) « [แยกเล่ม] ACT-AGE ดารายอดอัจฉริยะ เล่ม 01-08 », sur siamintershop.com (consulté le 10 août 2020)
34. ↑  (en) Rafael Antonio Pineda, « M&C! Lists act-age Manga for Release : 1st volume slated for release on Wednesday », sur Anime News Network, 4 août 2020 (consulté le 10 août 2020)
35. ↑  (en) Rafael Antonio Pineda, « M&C! Cancels Publication of act-age Manga in Indonesia : Author Tatsuya Matsuki was arrested on suspicion of committing an indecent act with middle school girl », sur Anime News Network, 19 août 2020 (consulté le 19 août 2020)
36. ↑  (en) Crystalyn Hodgkins, « act-age Manga to Have 'Project Announcement' on June 1 », sur Anime News Network, 24 mai 2020 (consulté le 27 mai 2020)
37. ↑  (ja) « 「アクタージュ」松井周の脚本・演出で舞台化、主人公オーディションをリモートで », sur natalie.mu,‎ 1er juin 2020 (consulté le 3 juin 2020)
38. ↑  (ja) « 「アクタージュ」2022年に舞台化！夜凪景役はリモートオーディションで一般公募 », sur natalie.mu,‎ 1er juin 2020 (consulté le 3 juin 2020)
39. ↑  (en) Crystalyn Hodgkins, « act-age Manga Gets Stage Play in 2022 : Countrywide "remote auditions" to be held for protagonist », sur Anime News Network, 31 mai 2020 (consulté le 31 mai 2020)
40. ↑  (ja) « 舞台「アクタージュ」公演と主人公オーディションを中止 », sur natalie.mu (consulté le 11 août 2020)
41. ↑  (ja) « 次にくるマンガ大賞「錦田警部はどろぼうがお好き」3位で青山剛昌がエール、新装版も発売決定 », sur natalie.mu,‎ 23 août 2018 (consulté le 12 juin 2019)
42. ↑  (ja) « 全国書店員が選んだおすすめマンガ2019、1位は芥見下々「呪術廻戦」 », sur natalie.mu,‎ 1er février 2019 (consulté le 12 juin 2019)
43. ↑  (en) Karen Ressler, « Japan's Bookstore Employees Rank Top Manga of 2018 : Also: top 5 isekai manga », sur Anime News Network, 4 février 2019 (consulté le 12 juin 2019)
44. ↑  (ja) « 第43回講談社漫画賞のノミネート12作品決定、受賞作は5月10日に発表 », sur natalie.mu,‎ 3 avril 2019 (consulté le 12 juin 2019)
45. ↑  (en) Rafael Antonio Pineda, « 43rd Annual Kodansha Manga Awards' Nominees Announced : act-age, Quintessential Quintuplets, Perfect World, Nagi no Oitoma, What Did You Eat Yesterday?, Blue Period. are among the nominees », sur Anime News Network, 3 avril 2019 (consulté le 12 juin 2019)
46. ↑  (en) Kim Morrissy, « Spy×Family Included in Brutus Magazine's 'Most Dangerous Manga' of 2019 List », sur Anime News Network, 18 décembre 2019 (consulté le 27 mai 2020)
47. ↑  (ja) « 役者漫画『アクタージュ』舞台化で2022年上演 夜凪景役は公募、ホリプロが女優の卵発掘へ », sur Oricon,‎ 1er juin 2020 (consulté le 3 juin 2020).

### Œuvres
Édition japonaise
1. 1 2  (ja) « アクタージュ act-age　　1 », sur Shūeisha (consulté le 12 juin 2019)
2. 1 2  (ja) « アクタージュ act-age　　2 », sur Shūeisha (consulté le 12 juin 2019)
3. 1 2  (ja) « アクタージュ act-age　　3 », sur Shūeisha (consulté le 12 juin 2019)
4. 1 2  (ja) « アクタージュ act-age　　4 », sur Shūeisha (consulté le 12 juin 2019)
5. 1 2  (ja) « アクタージュ act-age　　5 », sur Shūeisha (consulté le 12 juin 2019)
6. 1 2  (ja) « アクタージュ act-age　　6 », sur Shūeisha (consulté le 12 juin 2019)
7. 1 2  (ja) « アクタージュ act-age　　7 », sur Shūeisha (consulté le 12 juin 2019)
8. 1 2  (ja) « アクタージュ act-age　　8 », sur Shūeisha (consulté le 25 août 2019)
9. 1 2  (ja) « アクタージュ act-age　　9 », sur Shūeisha (consulté le 23 octobre 2019)
10. 1 2  (ja) « アクタージュ act-age　　10 », sur Shūeisha (consulté le 4 février 2020)
11. 1 2  (ja) « アクタージュ act-age　　11 », sur Shūeisha (consulté le 27 mai 2020)
12. 1 2  (ja) « アクタージュ act-age　　12 », sur Shūeisha (consulté le 27 mai 2020)

Édition française
1. 1 2  « Act-age T01 », sur Ki-oon (consulté le 11 octobre 2019)
2. 1 2  « Act-age T02 », sur Ki-oon (consulté le 11 octobre 2019)